# Louis Armand Joseph de Maillé de La Tour-Landry
Pour les autres membres de la famille, voir La Tour-Landry.
Pour les articles homonymes, voir Maillé.
Louis Armand Joseph Jules de Maillé de La Tour-Landry, né le 27 juin 1860 à Paris 8e et mort le  8 février 1907 à Paris 4e, duc de Plaisance, est un homme politique français.

## Biographie
Louis Armand Joseph de Maillé de La Tour-Landry, 4e duc de Plaisance, est le fils d'Armand-Urbain de Maillé de La Tour-Landry, comte de Maillé, député puis sénateur de la 1re circonscription de Cholet de 1871 à 1903 et de Jeanne Lebrun de Plaisance, donc le petit-fils maternel de Jules Lebrun de Plaisance, 3e duc de Plaisance.
Par décret de l'empereur Napoléon III du 27 avril 1857, les descendants de ses parents sont autorisés à relever le titre ducal de son arrière-grand-père maternel, Charles-François Lebrun, 3e consul sous le consulat, prince architrésorier de l'Empire en 1804, duc de Plaisance en 1806, pair de France en 1814.
Il s'intéressa aux questions agricoles et fut président de l'École supérieure d'agriculture d'Angers et vice-président du syndicat agricole d'Anjou.
Il hérite du domaine de La Jumellière.

### Carrière politique
C'est à la mort de son père, avec lequel il habitait le château de La Jumellière, et alors qu'il était déjà conseiller général et maire de La Jumellière, qu'il se présente à la députation.
Il est élu le 27 décembre 1903 dans la 1re circonscription de Cholet, en remplacement de Baron, démissionnaire. Aucun concurrent ne s'étant présenté contre lui. Il est réélu au premier tour aux élections générales de 1906 contre Biton et Réveillard.
À la Chambre, il fait partie du groupe de l'Action libérale. Membre de diverses commissions, il dépose en 1905 une proposition de loi tendant à venir en aide aux victimes d'orages survenus dans les communes de Maulévrier et Yzernay, par l'ouverture au ministère de l'Agriculture d'un crédit extraordinaire de 50 000 francs. Il prend part à la discussion des lois concernant la suppression de l'enseignement congréganiste et le recrutement de l'armée. Il vote contre la politique générale du gouvernement en 1904 et 1906.
Atteint par la maladie dès 1906, son mandat prend fin prématurément le 7 février 1907. Il meurt à Paris le 8 février, âgé de 46 ans. Il est inhumé au cimetière du Père-Lachaise 5e division) avant d'être transféré à La Jumellière le 20 mai 1907,.

### Mariage et descendance
- Armand de Maillé épouse, le 30 décembre 1886 à Paris, Hélène Thérèse Philippine Marie de La Rochefoucauld (1865 † 1939), fille de Roger Paul Alexandre Louis de La Rochefoucauld (1826 † 1889), duc d'Estissac et de Juliette de Ségur (1835 † 1905), Il en eut :
  - Jeanne Marie Amélie Louise de Maillé de La Tour Landry (11 février 1888 - Paris † 13 mars 1962 - Paris), mariée, le 29 novembre 1910 à Paris, avec Jean de Croix (11 juin 1884 - Paris † 18 mai 1935 - Paris), marquis de Croix et de Heuchin ;
  - Simone Marie Jeanne Gabrielle de Maillé de La Tour Landry (20 mars 1889 - Paris † 8 mars 1950 - Paris), mariée le 14 octobre 1913 à Paris, avec François Sosthène Marie Joseph de Polignac (1887-1981), prince de Polignac, député du Maine et Loire, dont postérité ;
  - Armand Louis Joseph François de Maillé de La Tour-Landry (25 février 1892 † 24 avril 1913), 5e duc de Plaisance, sans union ni postérité.

### Lients externes
- Ressource relative à la vie publique :   - Base Sycomore
- « gw1.geneanet.org », Louis Armand Joseph de Maillé de La Tour-Landry (consulté le 18 avril 2011)